# Birgit Friedrich

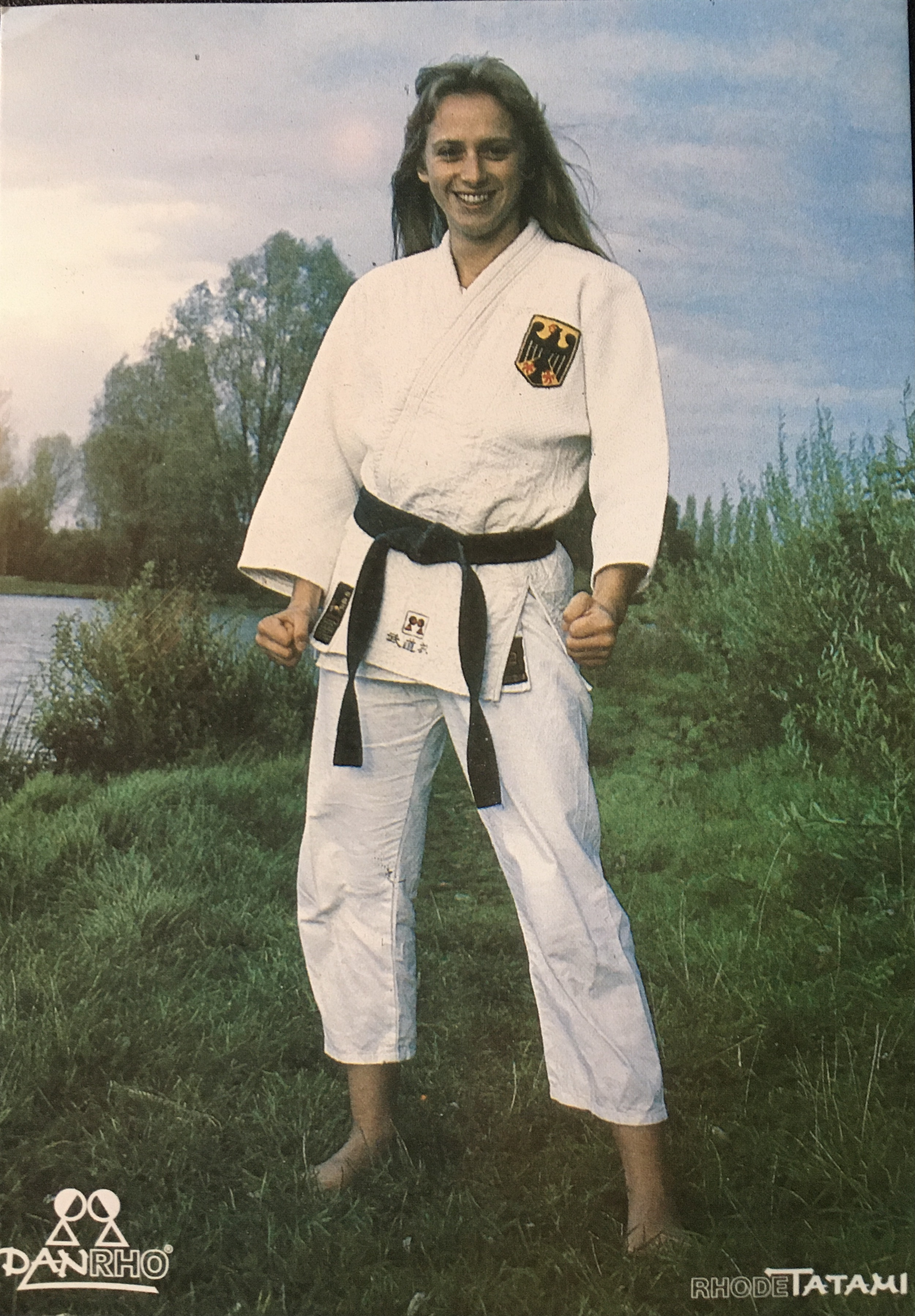
Birgit Friedrich

Birgit Friedrich, nach Heirat Birgit Füchtmeyer, (* 25. September 1961) ist eine ehemalige deutsche Judoka. Sie war Europameisterin 1981, Europameisterschaftszweite 1985 sowie Europameisterschaftsdritte 1983 und 1984, zweifache Bronzemedaillengewinnerin bei der Weltmeisterschaft der Studenten 1984 und 1988, Silbermedaillengewinnerin im Team bei der Weltmeisterschaft der Studenten 1988. Mit der deutschen Nationalmannschaft wurde sie 1985 (Brüssel) Europavizemeisterin, 1987 Bronzemedaillengewinnerin (Maastricht) im Team.

## Sportliche Karriere
Birgit Friedrich kämpfte im Superleichtgewicht, der Gewichtsklasse bis 48 Kilogramm. Sie trat für PSV Braunschweig und für die Judo Crocodiles Osnabrück an. Sie war deutsche Meisterin 1979, 1980, 1984, 1985 und 1987, 1988 war sie Zweite hinter Natascha Meisler, 1989 und 1990 hinter Kerstin Emich.
Bei den Europameisterschaften 1981 in Madrid bezwang Friedrich im Finale die Italienerin Anna De Novellis. 1982 bei den Weltmeisterschaften in Paris schied sie im Achtelfinale gegen die Kanadierin Tina Takahashi aus. Im Jahr darauf unterlag sie im Achtelfinale der Europameisterschaften 1983 in Genua der Britin Karen Briggs; nach zwei Siegen in der Hoffnungsrunde besiegte Friedrich im Kampf um eine Bronzemedaille die Finnin Jaana Ronkainen. Auch bei den Europameisterschaften 1984 in Pirmasens erkämpfte sie eine Bronzemedaille. Im November bei den Weltmeisterschaften in Wien erreichte sie das Viertelfinale und schied dann gegen die Australierin Julie Reardon aus.
1985 bei den Europameisterschaften in Landskrona erreichte Friedrich nach dem Sieg im Halbfinale über die Finnin Eira Helenius das Finale und erhielt die Silbermedaille hinter der Französin Marie-France Colignon. 
Mit der deutschen Nationalmannschaft wurde sie 1985 (Brüssel) bei den Team-Europameisterschaften Europa-Vzemeisterin, 1987 (Maastricht) erzielte sie mit dem deutschen Team die Bronzemedaille.
Bei der Weltmeisterschaft der Studenten 1984 in Straßburg und 1988 in Tiflis gewann sie jeweils die Bronzemedaille im Einzel, mit dem deutschen Team errang sie 1988 auch noch die Silbermedaille.
Bei den Europameisterschaften 1986 belegte sie den siebten Platz. Bei den Weltmeisterschaften 1986 und den 1987 schied Birgit Friedrich jeweils im Achtelfinale aus.
Bei Weltcup-Turnieren gewann sie 5 Goldmedaillen, 4 Silbermedaillen und 9 Bronzemedaillen. 
Mit der Mannschaft der Judo Crocodiles Osnabrück wurde sie fünfmal Deutsche Meisterin. 